# Hydrobaenus dentistylus
Hydrobaenus dentistylus är en tvåvingeart som beskrevs av Moubayed 1985. Hydrobaenus dentistylus ingår i släktet Hydrobaenus och familjen fjädermyggor.
Artens utbredningsområde är Libanon. Inga underarter finns listade i Catalogue of Life.